# Municipio de Latona
El municipio de Latona (en inglés: Latona Township) es un municipio ubicado en el condado de Walsh en el estado estadounidense de Dakota del Norte. En el año 2010 tenía una población de 56 habitantes y una densidad poblacional de 0,6 personas por km².

## Geografía
El municipio de Latona se encuentra ubicado en las coordenadas 48°19′56″N 98°5′14″O / 48.33222, -98.08722. Según la Oficina del Censo de los Estados Unidos, el municipio tiene una superficie total de 93.79 km², de la cual 90,85 km² corresponden a tierra firme y (3,14 %) 2,94 km² es agua.

## Demografía
Según el censo de 2010, había 56 personas residiendo en el municipio de Latona. La densidad de población era de 0,6 hab./km². De los 56 habitantes, el municipio de Latona estaba compuesto por el 94,64 % blancos, el 3,57 % eran afroamericanos y el 1,79 % eran de una mezcla de razas. Del total de la población el 1,79 % eran hispanos o latinos de cualquier raza.